# Joaquín María Borrás
Joaquín María Borrás fou un polític valencià del segle xix, diputat a Corts i alcalde de València durant el regnat d'Isabel II d'Espanya. Vinculat al Partit Moderat, el 1838-1839 fou escollit diputat per Tarragona i el 1845 fou vocal de la Junta de la Caixa de València. Fou escollit novament diputat a Corts pel districte del Mar de València de 1850 a 1853 (substituint el 1851 a Manuel Bertrán de Lis y Ribes. Alhora fou alcalde de València entre abril de 1852 i febrer de 1853, i entre juny de 1853 i gener de 1854. L'agost de 1856 fou escollit diputat de la diputació de València i el 1857 fou escollit novament diputat a Corts pel tercer districte de la capital, Mar.